# ایتن
ایتن (به انگلیسی: Eaton) شرکت خوشه‌ای آمریکایی-ایرلندی است، که در زمینه طراحی و ساخت تجهیزات الکتریکی، سوپرشارژرها، واحدهای توزیع برق و انتقال برق، شیرآلات صنعتی، سامانه‌های هیدرولیک، قطعات خودرو و سامانه‌های انتقال قدرت فعالیت می‌کند.
شرکت ایتن در سال ۱۹۱۱ توسط جوزف ایتن در شهر بلومفیلد، نیوجرسی راه‌اندازی شد. امروزه این شرکت از ۴ حوزه مستقل تشکیل شده است، که شامل مهندسی برق، هیدرولیک، هوانوردی و صنعت خودروسازی می‌باشد و محصولات تولید شده خود را در بیش از ۱۷۵ کشور جهان، عرضه می‌دارد.
دفاتر مرکزی شرکت ایتن در شهرهای دوبلین، ایرلند و بک‌وود، اوهایو قرار دارد و بخشی از سهام آن در بازار بورس نیویورک معامله می‌شود.